# Реал Островів Зеленого Мису
Реал Островів Зеленого Мису (порт. Real) — грошова одиниця Островів Зеленого Мису в 1897-1914.

## Історія
Перші паперові гроші в португальській колонії випустили в 1842-1843, їх з дозволу губернатора колонії випускав орендар К. Назоліні.
У 1865 на острові Сантьягу відкрито філію Національного заморського банку. У 1897 розпочато випуск банкнот у реалах. Монети у реалах для Островів Зеленого Мису не випускалися.
Декретом уряду Португалії від 18 вересня 1913 № 141 з 1 січня 1914 на португальські колонії (Кабо-Верде, Португальська Гвінея, Сан-Томе і Принсіпі, Ангола і Мозамбік) поширено дію декрету від 22 травня 19 грошової одиниці - ескудо (1000 реалів = 1 ескудо).
Випуск нових банкнот було розпочато в 1914, монет — в 1930. Банкноти та монети в реалах продовжували використовуватися в обігу та поступово замінювалися грошовими знаками на ескудо та сентаво.

## Банкноти
Випускалися банкноти 1000, 2500, 5000, 10 000, 20 000, 50 000 реалів.